# Trichis maculata
Trichis maculata es una especie de escarabajo de la familia Carabidae.

## Distribución geográfica
Se distribuye por el Paleártico: sur de Europa, norte de África y mitad occidental de Asia y el subcontinente indio.